# Прапор Митищів
Міське поселення Митищі Московської області Росії має власну символіку: герб та прапор. Вона була затверджена 28 березня 2006 року.
Прапор Митищ являє собою прямокутне полотнище із співвідношенням ширини до довжини 2:3 з верхньої блакитної (4/5 ширини полотнища) та нижньої зеленої (1/5 ширини) горизонтальних смуг поверх яких срібний акведук з двома видимими опорами та трьома арками (повністю видно лише середню), під середньою аркою золота ладдя з кінською головою на носі, яку перекочують волоком на котках того ж металу.
Ладдя на котках – символ давнього сухопутного шляху – волоку між річками Клязьма та Яуза. На Яузькій стороні збирали «мит» -- мито, яке й дало назву місту. Акведук – символ першого водогону Росії, який проклали у Москву від митищинських джерел.